# Campionati europei di ciclismo su pista Juniores e Under-23
I campionati europei di ciclismo su pista Juniores e Under-23 (in inglese UEC Track Juniors & Under 23 European Championships) sono una competizione di ciclismo su pista organizzata dall'Unione Europea di Ciclismo (UEC) in cui concorrono ciclisti delle categorie Juniores e Under-23 facenti parte dei Paesi membri dell'UEC stessa.
Si svolgono con cadenza annuale dal 2001. I ciclisti concorrono separatamente nelle quattro categorie maschili e femminili Juniores (18-19 anni) e Under-23.

## Edizioni
| #  | Anno | Nazione          | Città                                         |
| -- | ---- | ---------------- | --------------------------------------------- |
| 1  | 2001 | Rep. Ceca Italia | Brno (Under-23) Fiorenzuola d'Arda (Juniores) |
| 2  | 2002 | Germania         | Büttgen                                       |
| 3  | 2003 | Russia           | Mosca                                         |
| 4  | 2004 | Spagna           | Valencia                                      |
| 5  | 2005 | Italia           | Fiorenzuola d'Arda                            |
| 6  | 2006 | Grecia           | Atene                                         |
| 7  | 2007 | Germania         | Cottbus                                       |
| 8  | 2008 | Polonia          | Pruszków                                      |
| 9  | 2009 | Bielorussia      | Minsk                                         |
| 10 | 2010 | Russia           | San Pietroburgo                               |
| 11 | 2011 | Portogallo       | Anadia                                        |
| 12 | 2012 | Portogallo       | Anadia                                        |
| 13 | 2013 | Portogallo       | Anadia                                        |
| 14 | 2014 | Portogallo       | Anadia                                        |
| 15 | 2015 | Grecia           | Atene                                         |
| 16 | 2016 | Italia           | Montichiari                                   |
| 17 | 2017 | Portogallo       | Sangalhos                                     |
| 18 | 2018 | Svizzera         | Aigle                                         |
| 19 | 2019 | Belgio           | Gand                                          |
| 20 | 2020 | Italia           | Fiorenzuola d'Arda                            |
| 21 | 2021 | Paesi Bassi      | Apeldoorn                                     |
| 22 | 2022 | Portogallo       | Anadia                                        |
| 23 | 2023 | Portogallo       | Anadia                                        |
| 24 | 2024 | Germania         | Cottbus                                       |

## Medagliere
Aggiornato all'edizione 2024.
| Pos.   | Paese       | Oro | Argento | Bronzo | Totale |
| ------ | ----------- | --- | ------- | ------ | ------ |
| 1      | Russia      | 162 | 135     | 123    | 420    |
| 2      | Italia      | 134 | 70      | 79     | 283    |
| 3      | Regno Unito | 119 | 106     | 95     | 320    |
| 4      | Germania    | 112 | 118     | 104    | 334    |
| 5      | Francia     | 90  | 112     | 96     | 298    |
| 6      | Paesi Bassi | 54  | 61      | 72     | 187    |
| 7      | Polonia     | 41  | 76      | 84     | 201    |
| 8      | Belgio      | 41  | 54      | 47     | 120    |
| 9      | Ucraina     | 39  | 25      | 23     | 87     |
| 10     | Rep. Ceca   | 31  | 31      | 46     | 130    |
| 11     | Svizzera    | 16  | 22      | 22     | 60     |
| 12     | Danimarca   | 15  | 13      | 11     | 39     |
| 13     | Spagna      | 12  | 13      | 29     | 54     |
| 14     | Bielorussia | 8   | 9       | 18     | 35     |
| 15     | Lituania    | 6   | 15      | 18     | 39     |
| 16     | Portogallo  | 5   | 17      | 8      | 30     |
| 17     | Irlanda     | 5   | 10      | 6      | 21     |
| 18     | Grecia      | 4   | 7       | 8      | 19     |
| 19     | Austria     | 4   | 6       | 4      | 16     |
| 20     | Lettonia    | 2   | 1       | 2      | 5      |
| 21     | Armenia     | 2   | 0       | 0      | 2      |
| 22     | Moldavia    | 1   | 2       | 1      | 4      |
| 23     | Slovenia    | 1   | 1       | 1      | 3      |
| 23     | Turchia     | 1   | 1       | 1      | 3      |
| 25     | Slovacchia  | 1   | 1       | 0      | 2      |
| 26     | Norvegia    | 0   | 0       | 2      | 2      |
| 27     | Israele     | 0   | 0       | 1      | 1      |
| Totale | Totale      | 906 | 906     | 901    | 2713   |

## Albo d'oro
Prove maschili Juniores e Under-23
- Americana (Juniores: 2007-oggi; Under-23: 2001-oggi)
- Chilometro a cronometro (2001-oggi)
- Corsa a eliminazione (2017-oggi)
- Corsa a punti (2001-oggi)
- Inseguimento a squadre (2001-oggi)
- Inseguimento individuale (2001-oggi)
- Keirin (2001-oggi)
- Omnium (2010-oggi)
- Scratch (2003-oggi)
- Velocità (2001-oggi)
- Velocità a squadre (2001-oggi)

Prove femminili Juniores e Under-23
- Americana (2017-oggi)
- 500 metri a cronometro (2001-oggi)
- Corsa a eliminazione (2017-oggi)
- Corsa a punti (2001-oggi)
- Inseguimento a squadre (2008-oggi)
- Inseguimento individuale (2001-oggi)
- Keirin (2003-oggi)
- Omnium (2010-oggi)
- Scratch (2003-oggi)
- Velocità (2001-oggi)
- Velocità a squadre (2008-oggi)